# 福山アラブマイラーズ
福山アラブマイラーズ（ふくやまアラブマイラーズ）は、2008年に福山競馬場のダート1600mで施行された地方競馬の重賞競走である。

## 概要
前年までアングロアラブ系競走として実施されていた福山マイラーズカップが福山ダービーに続きサラブレッド系競走に変更されたため、2008年のみその代替競走として行われた。
この競走は金杯のトライアル競走として施行された。
レースでは、1番人気に支持された2006年の福山ダービー馬バクシンオーが2着馬に3馬身差をつけての逃げ切り勝ちを収め、重賞5勝目を手にした。
福山アラブダービー同様、相次ぐアラブ馬の減少に伴い翌年以降の実施はなく、2008年の1回限りの施行となった。

## 歴代優勝馬
| 施行日        | 優勝馬       | 性齢 | 所属 | タイム | 優勝騎手 | 管理調教師 |
| ------------- | ------------ | ---- | ---- | ------ | -------- | ---------- |
| 2008年7月13日 | バクシンオー | 牡5  | 福山 | 1:45.4 | 野田誠   | 堀部重昭   |

### 各回競走結果の出典
- JBISサーチより
  - 2008年
- KEIBA.GO.JPより
  - 2008年